# Teatro Biblioteca Quarticciolo
Il Teatro Biblioteca Quarticciolo è un teatro biblioteca di Roma, situato nel quartiere Alessandrino.

Prende il nome dalla zona in cui si trova, il Quarticciolo.

## Storia
Il teatro nasce dal recupero e dalla trasformazione dell'ex mercato Quarticciolo, su progetto dello Studio di Architettura F. Pepe & A. Preziosi;
la struttura è stata pensata per ospitare le varie aree:
- un teatro
- una biblioteca comprensiva anche di un'area espositiva
- uno spazio sosta e ristoro

## Collegamenti
La struttura è raggiungibile da due arterie cittadine come via Prenestina e viale Palmiro Togliatti e dalle seguenti linee ATAC:
- dalla stazione Termini e dai quartieri lungo la via Prenestina: 14, fermata capolinea Togliatti
- dai quartieri lungo viale Palmiro Togliatti: 451, fermata Togliatti/Gelsi
- dalle zone di Centocelle e Torre Spaccata: 556, fermate Molfetta o Togliatti/Molfetta